# Turanogryllus sombo
Turanogryllus sombo är en insektsart som beskrevs av Otte, D. 1987. Turanogryllus sombo ingår i släktet Turanogryllus och familjen syrsor. Inga underarter finns listade i Catalogue of Life.